# Раяно
Раяно (итал. Raiano) — коммуна в Италии, расположена в регионе Абруццо, подчиняется административному центру Л’Акуила.
Население составляет 2977 человек (на 2005 г.), плотность населения составляет 102,34 чел./км². Занимает площадь 29,09 км². Почтовый индекс — 67027. Телефонный код — 0864.
Покровителем коммуны почитается святой Венанций из Камерино, празднование 18 мая.